# 下等生物
下等生物（かとうせいぶつ）とは、ある種族に対して、決定的に劣っているとされる生物のことである。対比語であるため明確な基準は無いが、現状においてヒトが主観的に使っているため、ヒトと比較して劣っているというニュアンスで用いられる。

## 概要
下等生物は、例えば単細胞生物のように極めて単純な体構造をしているため、多細胞生物で、かつ複雑な進化の過程を経てきたヒトにとっては、自分の体と比較して極めて単純であるということをもって「下等」と表現される。
こういった価値観は、古典生物学の、まだ生物進化の系譜や遺伝子の仕組みなどはほとんど解明されていなかった時代には、人類（人間）こそは最も進歩した生物だという視点とともに学術用語としても使われることがあった。